# Époxydation de Jacobsen

Les catalyseurs de Jacobsen
R = alkyle, O-alkyle, O-trialkyle
Meilleur catalyseur de Jacobsen: R = ^{t}Bu

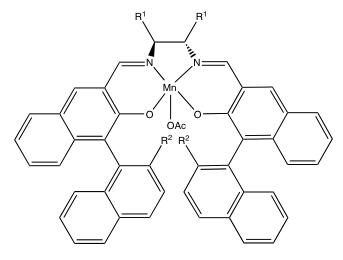
Les catalyseurs de Katsuki
R ^{1} = aryle, aryle substitué
R ^{2} = Aryle, Alkyle

L'époxydation de Jacobsen, parfois aussi appelée époxydation de Jacobsen-Katsuki, est une réaction chimique qui permet l'époxydation énantiosélective d'alcènes uniquement substitués par des groupes alkyle ou aryle,,. Elle est complémentaire de l'époxydation de Sharpless, utilisée pour former des époxydes à partir de la double liaison dans les alcools allyliques. L'époxydation de Jacobsen tire sa stéréosélectivité de ligands au manganèse(III) relativement similaire au salen, utilisé en quantité catalytique, appelés « catalyseur de Jacobsen » ou « catalyseur de Katsuki », selon leur nature. Le manganèse permet le transfert d'un atome d'oxygène depuis un oxydant, par exemple l'hypochlorite de sodium.
La réaction porte le nom de son inventeur, Eric Jacobsen, auquel on associe parfois également celui de Tsutomu Katsuki.
L'utilisation de catalyseurs orientant la stéréochimie pour n'obtenir qu'un seul énantiomère est utile pour les chimistes essayant de contrôler la stéréochimie de composés biologiquement actifs, et ainsi de produire des médicaments énantiopurs (en).
Plusieurs procédures améliorées ont été développées,,.
Le bilan de réaction est le suivant :

## Histoire
Au début des années 1990, Jacobsen et Katsuki ont indépendamment publié leurs premières découvertes concernant leurs catalyseurs pour l'époxydation énantiosélective d'alcènes isolés,. En 1991, Jacobsen publie un ouvrage où il tente d'améliorer le catalyseur. Il a pu obtenir des valeurs d'excès énantiomérique supérieures à 90 % pour une variété de ligands. De plus, la quantité de catalyseur utilisée ne dépassait pas 15 % de la quantité d'alcène utilisée dans la réaction.

## Caractéristiques générales
Le degré d'énantiosélectivité dépend de nombreux facteurs :  
- la structure de l'alcène
- la nature du ligand donneur axial sur l'espèce oxomanganèse active
- la température de réaction.

Les alcènes cis 1,2-disubstitués cycliques et acycliques sont époxydés avec une énantiosélectivité de presque 100 %, tandis que les alcènes trans 1,2-disubstitués sont des substrats médiocres pour les catalyseurs de Jacobsen. Les alcènes trans 1,2-disubstitués  présentent toutefois une meilleure énantiosélectivité avec les catalyseurs de Katsuki. L'époxydation énantiosélective des diènes conjugués est beaucoup plus élevée que celle des diènes non conjugués.
L'énantiosélectivité s'explique soit par une approche « top-on » (Jacobsen), soit par une approche « side-on » (Katsuki) de l'alcène.

## Mécanisme
Le mécanisme de l’époxydation de Jacobsen – Katsuki n’est pas entièrement élucidé, mais il est probable qu'un intermédiaire portant un manganèse(V) (similaire à l’intermédiaire ferryl du cytochrome P450) soit l’intermédiaire formé lors de l’oxydation du complexe manganèse-salen.
Trois mécanismes ont été proposés : le mécanisme concerté, la voie dite « métalla-oxétane » et le mécanisme radicalaire. Le mécanisme communément accepté est le mécanisme concerté.
Dans ce mécanisme, après la formation du complexe Mn(V), le catalyseur est activé et peut donc former des époxydes avec des alcènes. L'alcène vient en approche « top-on » (au-dessus du plan du catalyseur) et l'atome d'oxygène se lie aux deux atomes de carbone (auparavant liés par une liaison C=C), tout en étant toujours lié au manganèse. Ensuite, la liaison Mn – O se rompt et l'époxyde se forme. Le complexe Mn(III)-salen est régénéré, et peut ensuite être oxydé à nouveau pour former le complexe de Mn(V),.
Le mécanisme radicalaire rend compte la formation d'époxydes mixtes lorsque des alcènes conjugués sont utilisés comme substrats.